# Scopula enucloides
Scopula enucloides là một loài bướm đêm trong họ Geometridae.